# Lejkówka żółtobrązowa

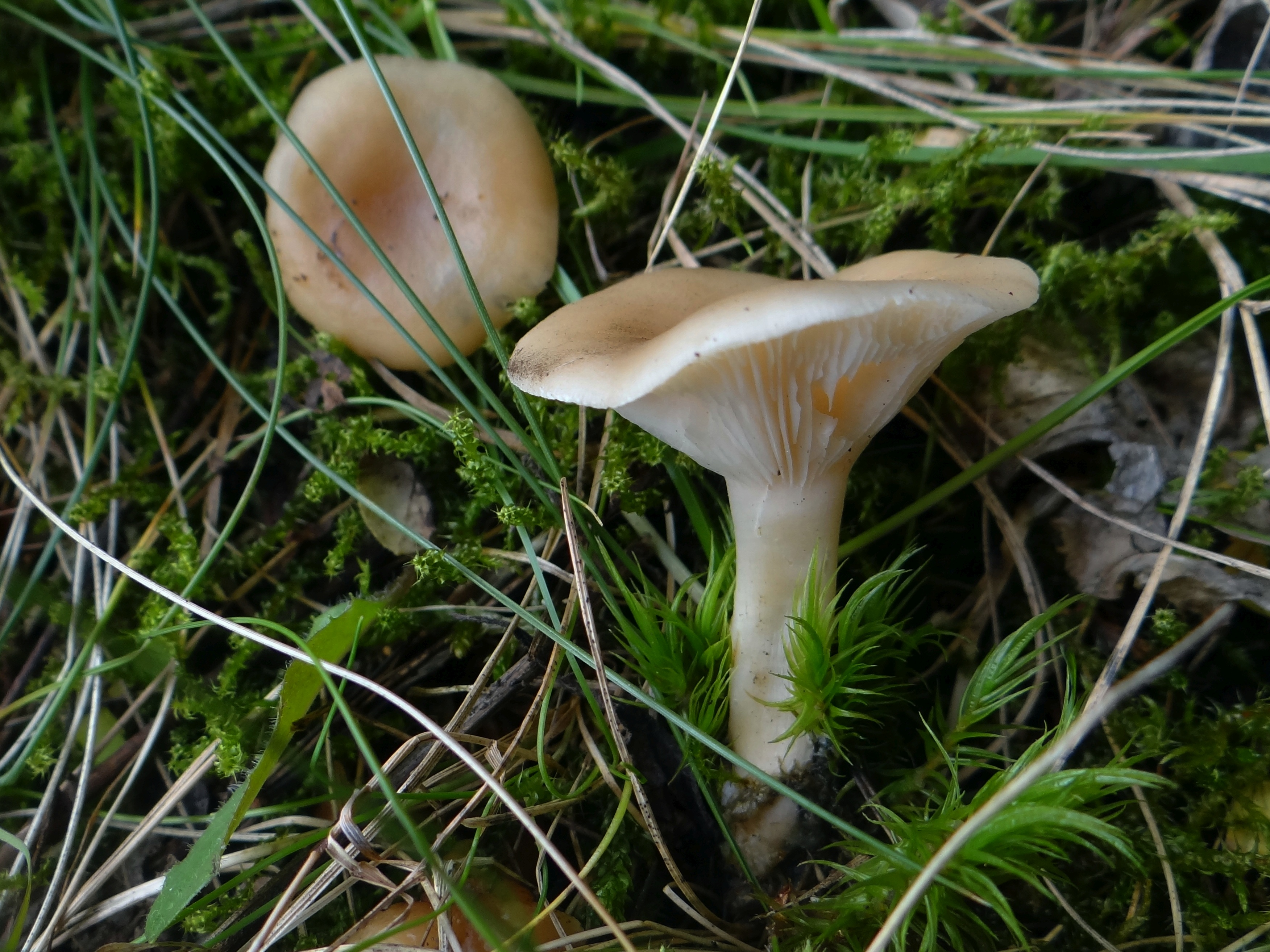

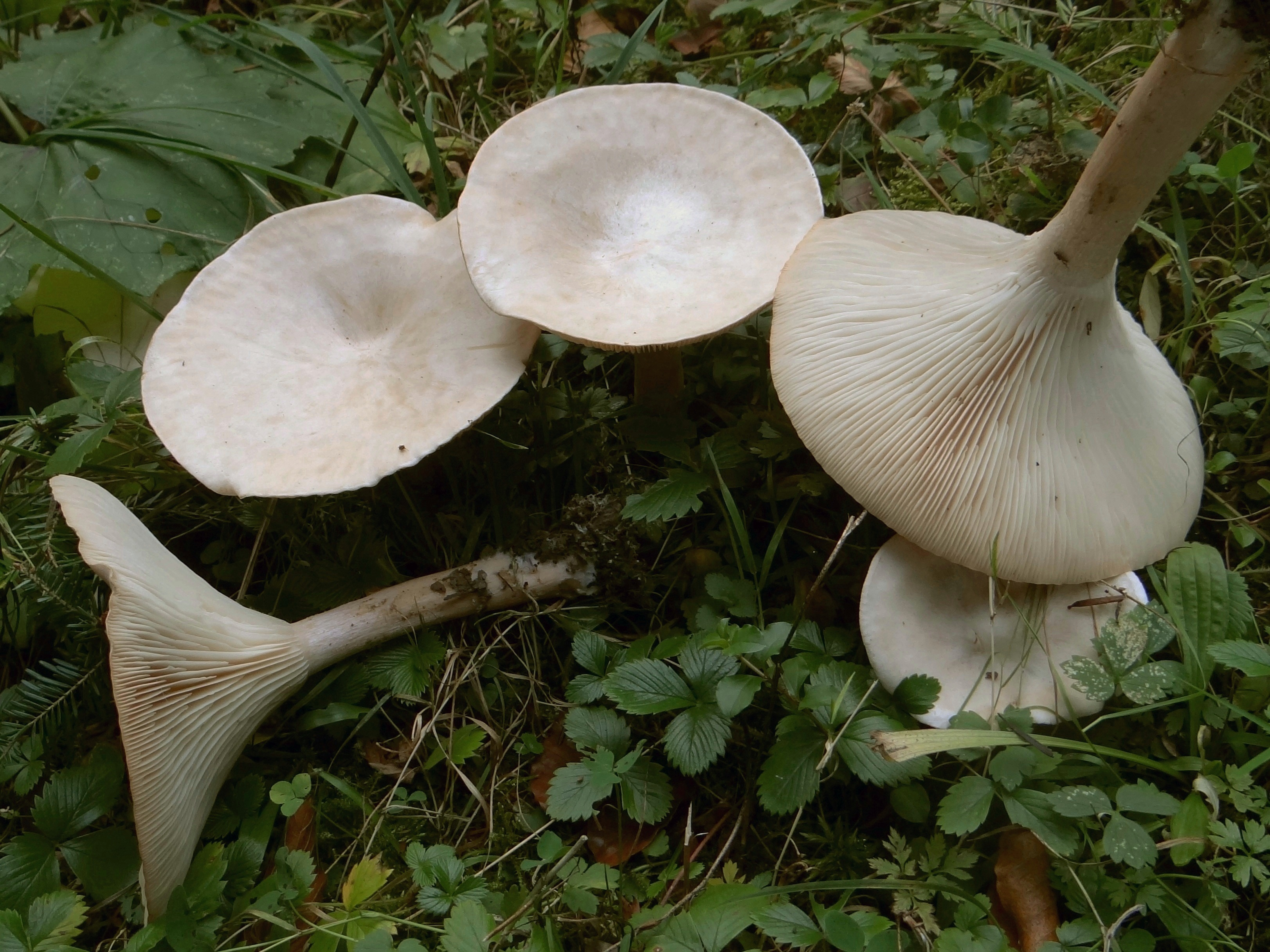

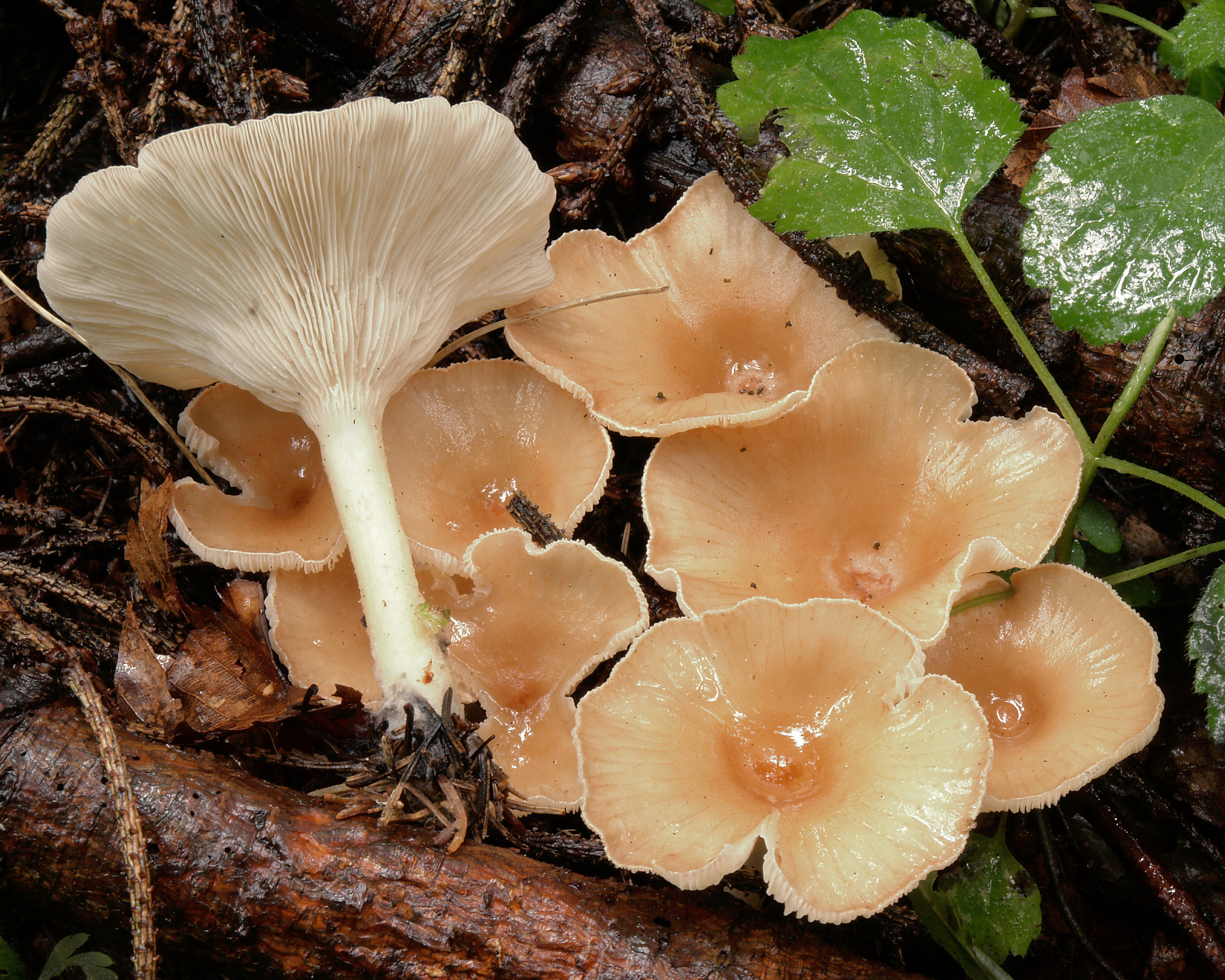

Lejkówka żółtobrązowa (Infundibulicybe gibba (Pers.) Harmaja) – gatunek grzybów z rzędu pieczarkowców (Agaricales).

## Systematyka i nazewnictwo
Pozycja w klasyfikacji według Index Fungorum: Infundibulicybe, Incertae sedis, Agaricales, Agaricomycetidae, Agaricomycetes, Agaricomycotina, Basidiomycota, Fungi.
Po raz pierwszy takson ten zdiagnozował w 1801 r. Persoon nadając mu nazwę Agaricus gibbus. Obecną, uznaną przez Index Fungorum nazwę nadał mu w 2003 r. Harri Harmaja, przenosząc go do rodzaju Infundibulicybe. 
Synonimów ma ok. 30. Niektóre z nich: 
- Clitocybe gibba (Pers.) P. Kumm. 1871
- Clitocybe gibba var. adstringens Hagara 1990
- Clitocybe gibba var. brevispora Raithelh. 1971
- Clitocybe gibba var. cernua H.E. Bigelow, Beih. 1985
- Clitocybe gibba var. fuliginea (Alb. & Schwein.) P. Kumm. 1871
- Clitocybe gibba var. occidentalis H.E. Bigelow, Beih. 1985
- Clitocybe gibba var. ringens Raithelh. 1981

Nazwę polską zaproponował Władysław Wojewoda w 1987 r. W polskim piśmiennictwie mykologicznym gatunek ten ma też inne nazwy: bedłka pępiastokielichowa, bedłka lejkowata, głąbik lejkowaty, lejek, lejkówka lejkowata.

## Morfologia
Kapelusz
Średnica 5–15 cm, u młodych owocników łukowaty z podwiniętym brzegiem i garbem, szybko jednak staje się wklęsły i lejkowaty o wyprostowanym brzegu. Brzeg czasami pofalowany i nakrapiany. Kapelusz cienkomięsisty, o powierzchni gładkiej w kolorze bladoochrowym, ochrowokremowym, czerwonawobrązowym, u starszych owocników kolor blednie.
Blaszki
Dość gęste i daleko zbiegające na trzon, początkowo białe, później żółtawe.
Trzon
Wysokość 4–10 cm, grubość do 1 cm, walcowaty, dołem nieco rozszerzający się, miękki i elastyczny, u młodych owocników w środku watowaty, u starszych pusty. Powierzchnia naga, biaława lub bladożółta, u podstawy obrośnięta białą pilśnią. Cechą charakterystyczną jest to, ze barwa trzonu jest jaśniejsza od barwy kapelusza.
Miąższ
Kremowobiały, o lekkim migdałowym zapachu, lub bez zapachu.
Cechy mikroskopowe
Zarodniki szerokoelipsoidalne, nieamyloidalne, o zaostrzonym jednym końcu, gładkie. Rozmiar 5–9 × 3,5–6 μm. Cystyd brak. Strzępki w skórce splątane, o szerokości 2–7 μm, inkrustowane pigmentem. Występują sprzążki

## Występowanie i siedlisko
Lejkówka żółtobrązowa jest szeroko rozprzestrzeniona w Ameryce Północnej, Europie i Azji. Na półkuli południowej znana jest tylko w Australii. W Polsce jest bardzo pospolita.
Występuje zarówno w lasach liściastych, jak i iglastych na opadłych liściach i na igliwiu, także na butwiejącej korze, unika jednak gleb kwaśnych i ubogich. Rośnie pod różnymi gatunkami drzew, w szczególności pod jodłą, olszą szarą, grabem, bukiem, świerkiem, sosną, robinią. Owocniki pojawiają się od czerwca do listopada.

## Znaczenie
Saprotrof. Grzyb jadalny, ale średniej wartości.

## Gatunki podobne
- lejkówka karbowana (Clitocybe costata)[5],
- gąsówka rudawa (Paralepista flaccida), która zwykle na kapeluszu ma brązowawe plamki i nie posiada garbu[4].